# Артур Джон Ньюман Тремеарн
Арту́р Джон Нью́ман Тре́меарн (англ. Arthur John Newman Tremearne; *1877, Мельбурн, Австралія — 25 вересня 1915, Лоос-ан-Гоель, Франція) — британський правник, військовик (майор роти «D». 1-го/22-го батальйону Лондонського полку при 8-му батальйоні Сіфорт Хайлендерс); антрополог і етнограф, відомий дослідженнями побуту і традицій народів півночі Нігерії.

## З життєпису

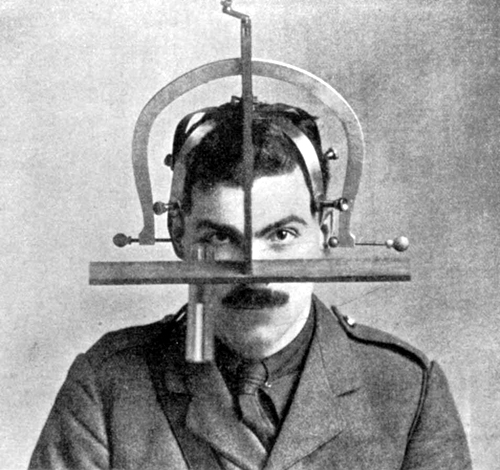
А. Дж. Н. Тремеарн і його прилад для вимірювання голови

А. Дж. Н. Тремеарн народився в 1877 році в Мельбурні (Австралія) в родині австралійки Ади Тремеарн і військовика Джона Тремеарна. 
Здобув освіту в Кембриджському коледжі Христа.
Він був лейтенантом у Другій англо-бурській війні, але 1 червня 1900 року був звільнений до Англії. Його усунули від участі в бойових діях після того, як він приєднався до польових сил Ашанті (Ashanti Field Force).
У 1905 році він одружився з Мері Луїзою Тремеарн з Блекхіта, Лондон.
У 1913 році Артур Джон Ньюман Тремеарн розробив пристрій для вимірювання голови, який був модифікований за пропозиціями Карла Пірсона.
Загинув 25 вересня 1915 року у битві при Лоосі.

## Праці
- The tailed head-hunters of Nigeria: an account of an official's seven years experiences in the Northern Nigerian Pagan Belt; and a description of the manners, habits, and customs of the native tribes. London (1912)
- Hausa superstitions and customs: an introduction to the Folk-Lore and the Folk. London (1913). Als PDF (62 MB)
- Some Austral-African notes and anecdotes. John Bale Sons & Danielsson, London (1913)
- The Ban of the Bori. Demons and demon-dancing in West and North-Africa. London (1914)
- глава у книзі Buschan Die Sitten der Völker. Bd. 2, Union Deutsche Verlagsges., Stuttgart бл. 1920